# Henricus Berselius
Henricus Berselius, född 16 mars 1704 i Landeryds socken, död 22 december 1762 i Klockrike socken, var en svensk kyrkoherde i Klockrike församling.

## Biografi
Henricus Berselius föddes 16 mars 1704 i Landeryds socken. Han var son till hospitalspredikanten i Linköping. Berselius studerade i Linköping och blev 1728 student vid Uppsala universitet. Han prästvigdes 11 augusti 1735 och blev 1738 domkyrkoadjunkt i Linköping. Berselius blev 1742 fältpräst och 1744 kyrkoherde i Klockrike församling. Han avled 22 december 1762 i Klockrike socken.

### Familj
Berselius gifte sig 1744 med Brita Christina Brandstedt (1710–1765). Hon var dotter till häradsskrivaren Christopher Brandstedt och Maria Ljungman. Brita Christina Brandstedt hade tidigare varit gift med Henric Von Brobergen. Berselius och Brandstedt fick tillsammans barnen Christopher (1745–1803), Gertrud Charlotta (född 1746), Bengt Henric (1747–1821), Johan Gustaf (1749–1808) och Anna Catharina (född 1750).